# Licy-Clignon
Licy-Clignon  es una comuna francesa situada en el departamento de Aisne, de la región de Alta Francia.

## Geografía
Está ubicada a 10 km al noroeste de Château-Thierry.

## Demografía
| 67 | 40 | 41 | 42 | 63 | 80 | 90 | 75 |
| Para los censos de 1962 a 1999 la población legal corresponde a la población sin duplicidades (Fuente: INSEE [Consultar]) |    |    |    |    |    |    |    |